# Пиле, Чарльз
Чарльз Пиле (англ. Charles Pile, род. 5 апреля 1956) — барбадосский трековый велогонщик. Участник летних Олимпийских игр 1984 года.

## Карьера
В 1984 году был включён в состав сборной Барбадоса для участия на летних Олимпийских играх в Лос-Анджелесе. На них выступил в двух трековых гонках. 
Сначала в гите, где занял 19-е место среди 27-и участников (двое из которых не стартовали), уступив почти 5 секунд победителю Фреди Шмидтке (ФРГ).
А затем в спринте. В его первом раунде вместе с Пауло Джамуром (Бразилия) уступил Кацуо Накатакэ (Япония) и отправился в первый утешительный раунд. Там в 1/2 финала утешительного раунда вместе с Иэном Стэнли (Ямайка) уступил Хосе Антонио Уркихо (Чили), а затем финале утешительного раунда одержал победу над Деограсиасом Асунсьоном (Филиппины) и Эрнестом Муди (Острова Кайман). Это позволило ему выйти во второй раунд где он уступил Габриэле Селла (Италия) и вынужден был отправиться во второй утешительный раунд. В нём уступил Франку Депину (Франция) и закончил выступление.